# Seini
Seini (în germană Leuchtenburg; maghiară Szinérváralja) este un oraș în județul Maramureș, Transilvania, România, format din localitatea componentă Seini (reședința), și din satele Săbișa și Viile Apei. Are o populație de 8.987 locuitori (conform recensământului din anul 2011) și se întinde pe o suprafață de 58,91 km². Localitatea a primit statutul de oraș în anul 1988.

## Etimologie
Etimologia numelui localității: din hidron. (Valea) Seină (< adj. sein „sur, cenușiu, gri”) > Seinel > Seini (Sein + suf. -i).

## Geografie
Seini este situat la 26 km vest de Baia Mare, 42 km est de Satu Mare și 24 km sud-est de Negrești-Oaș. La sud de oraș curge râul Someș. Are în componență două sate: Săbișa (la est) și Viile Apei (la nord-vest). Cel mai înalt punct din zonă este dealul Comja (960 metri) aflat la nord de oraș. Principala ocupație este agricultura. Orașul este traversat de pârâul Seinel, ce curge pe direcția nord-sud, vărsându-se în râul Someș.

## Istorie
Cetatea Seini este menționată deja în anul 1490 (după alte surse, prima atestare datează din 1334 Synir ), iar în anul 1677 a fost distrusă de tătari, populația refugiindu-se în pădurile învecinate. În anul 1717 tătarii au măcelarit sau au luat ca robi cea mai mare parte a populației Seinului. Ruinele cetății se pot vedea și astăzi pe dealul de la Apa. De asemenea, Seiniul este menționat printre cetățile existente în secolele X-XIII sub numele de Castrum Zynyr sau apare și sub alte denumiri ca Seinen sau Seini. Cetatea cuprinde Țara Oașului, Lunca Someșului până la Bușag și Lipău. Localitatea este atestată documentar, din nou, în secolul al XIV-lea în "Notațiile privind zeciuiala papală din 1334". La 1344 Seiniul devine opidum (târg) care va supraviețui și după distrugerea cetății din anul 1563.
În 1920 la Seini locuiau 4.374 de persoane, dintre care 2.274 români, 1.648 maghiari și 452 evrei.
În data de 14 aprilie 2022 a fost deschis podul peste râul Someș, care face legătura între orașul Seini și comuna Pomi din județul Satu Mare.

## Demografie
Componența etnică a orașului Seini
     Români (77,03%)
     Maghiari (12,2%)
     Romi (2,71%)
     Alte etnii (0,27%)
     Necunoscută (7,79%)
Componența confesională a orașului Seini
     Ortodocși (58,65%)
     Greco-catolici (9,78%)
     Reformați (9,01%)
     Romano-catolici (6,31%)
     Penticostali (4,33%)
     Baptiști (1,7%)
     Martori ai lui Iehova (1,34%)
     Alte religii (0,7%)
     Necunoscută (8,18%)
Conform recensământului efectuat în 2021, populația orașului Seini se ridică la 8.198 de locuitori, în scădere față de recensământul anterior din 2011, când fuseseră înregistrați 8.987 de locuitori. Majoritatea locuitorilor sunt români (77,03%), cu minorități de maghiari (12,2%) și romi (2,71%), iar pentru 7,79% nu se cunoaște apartenența etnică. Din punct de vedere confesional, majoritatea locuitorilor sunt ortodocși (58,65%), cu minorități de greco-catolici (9,78%), reformați (9,01%), romano-catolici (6,31%), penticostali (4,33%), baptiști (1,7%) și martori ai lui Iehova (1,34%), iar pentru 8,18% nu se cunoaște apartenența confesională.

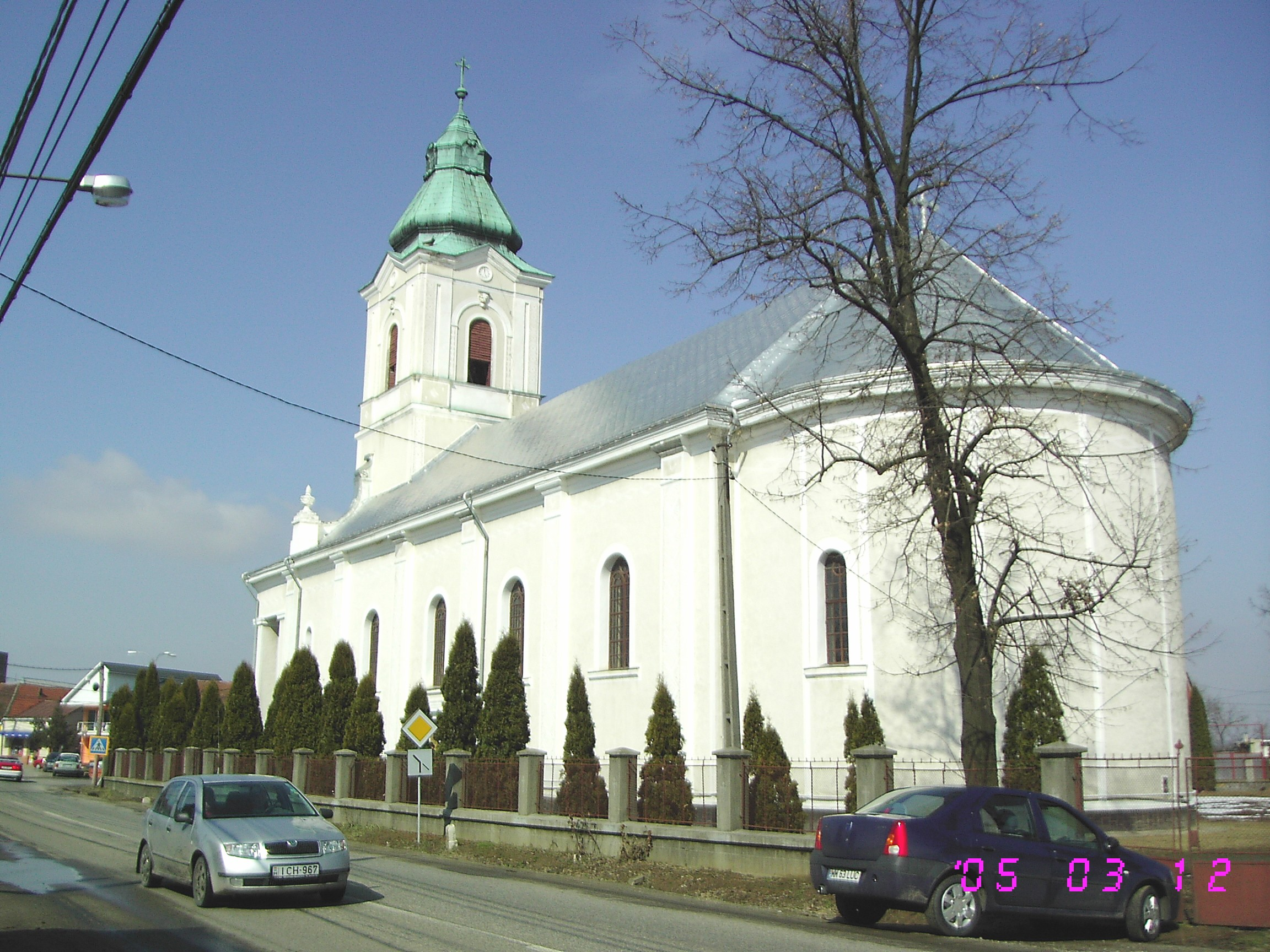
Biserica Ortodoxă „Sfinții Arhangheli Mihail și Gavril” din Seini

0200040006000800010.00012.000199220022011populațiePopulația istorică din Seini
Date: Recensăminte sau birourile de statistică - grafică realizată de Wikipedia

## Politică și administrație
Orașul Seini este administrat de un primar și un consiliu local compus din 15 consilieri. Primarul, Gabriela Florica Tulbure[*], de la Partidul Social Democrat, este în funcție din 2012. Începând cu alegerile locale din 2024, consiliul local are următoarea componență pe partide politice:
|  | Partid                                 | Consilieri | Componența Consiliului | Componența Consiliului | Componența Consiliului | Componența Consiliului | Componența Consiliului | Componența Consiliului | Componența Consiliului | Componența Consiliului | Componența Consiliului | Componența Consiliului |
|  | -------------------------------------- | ---------- | ---------------------- | ---------------------- | ---------------------- | ---------------------- | ---------------------- | ---------------------- | ---------------------- | ---------------------- | ---------------------- | ---------------------- |
|  | Partidul Social Democrat               | 10         |                        |                        |                        |                        |                        |                        |                        |                        |                        |                        |
|  | Uniunea Democrată Maghiară din România | 2          |                        |                        |                        |                        |                        |                        |                        |                        |                        |                        |
|  | Partidul Național Liberal              | 2          |                        |                        |                        |                        |                        |                        |                        |                        |                        |                        |
|  | Alianța pentru Unirea Românilor        | 1          |                        |                        |                        |                        |                        |                        |                        |                        |                        |                        |

## Date generale

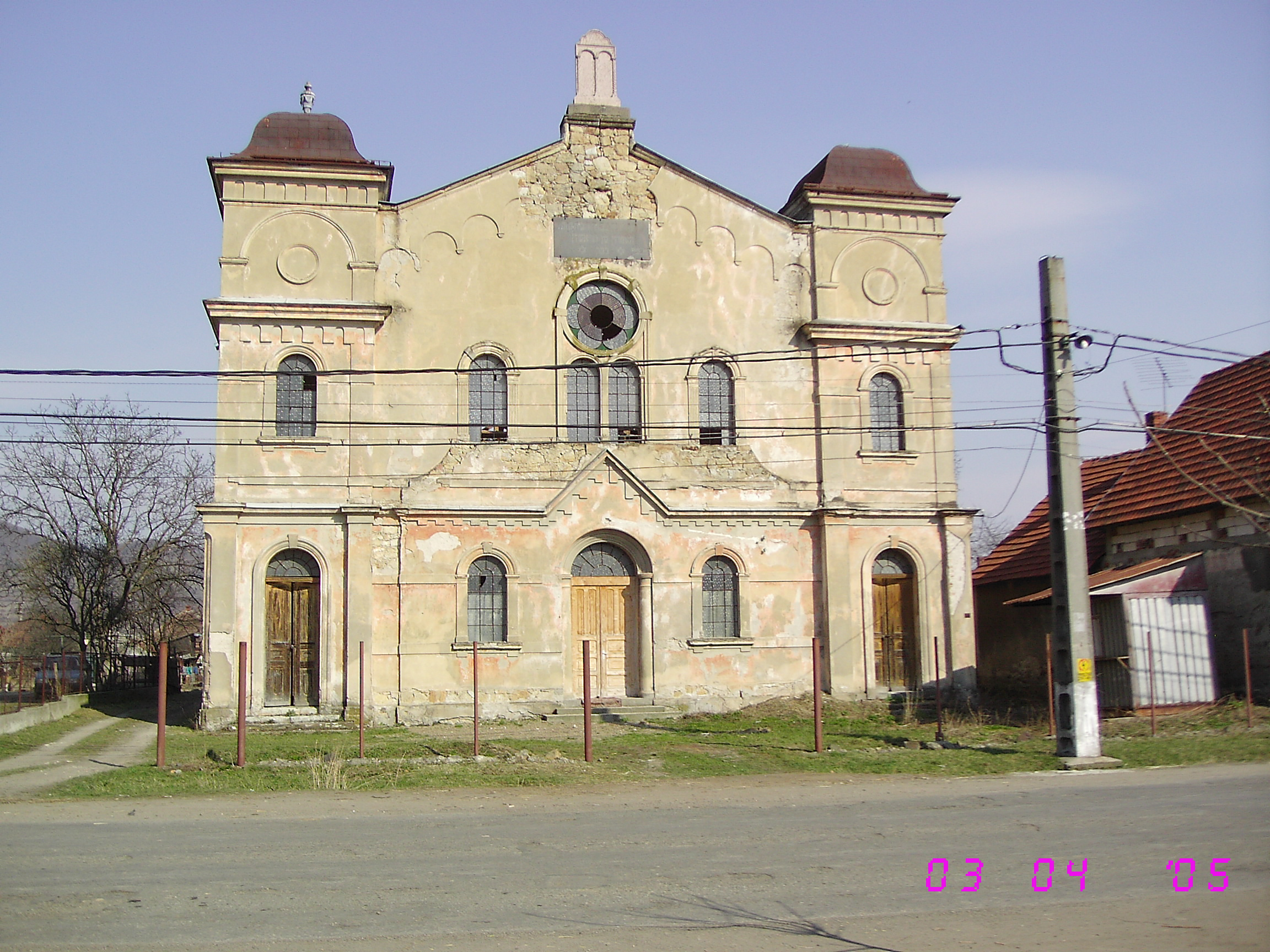
Sinagoga din Seini

- Suprafața totală a orașului: 5891 hectare;
- Suprafața intravilan: 986 hectare;
- Suprafața extravilan: 4905 hectare;
- Biserica romano-catolică SeiniNumăr de gospodării: 3677;
- Număr de locuințe: 3064;
- Număr de grădinițe: 5;
- Număr de școli: 5;
- Număr de licee: 1;

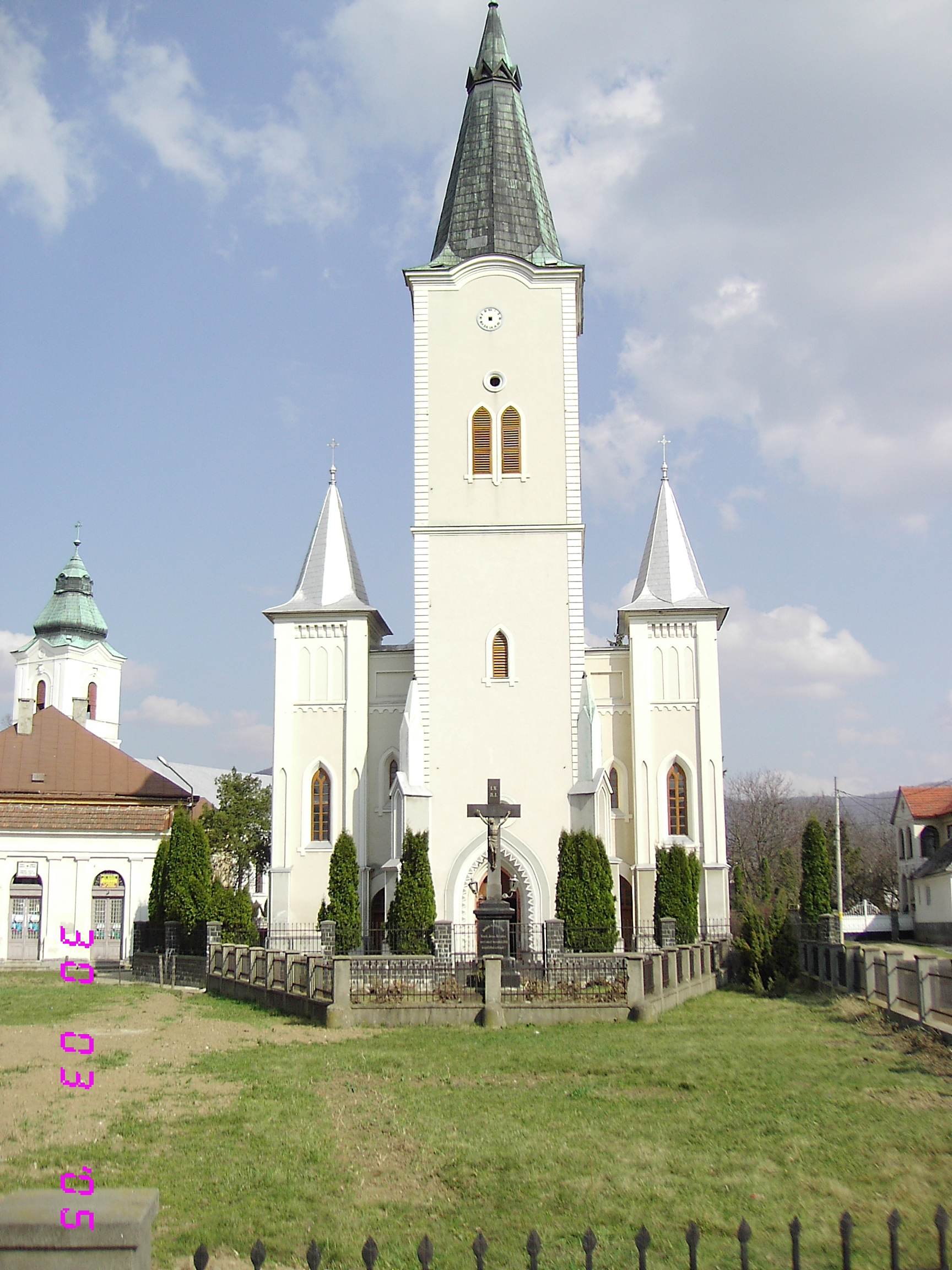
Biserica romano-catolică Seini

- Activități economice: agricultura, industria alimentară, creșterea animalelor, pomicultura, viticultura;
- Activități zonale: creșterea animalelor, cultivarea terenurilor agricole, prestări servicii în construcții;
- Facilități pentru investitori: scutiri la impozite și taxe locale;
- Proiecte investiții: amenajarea barajului pe pârâul Seinel, sala de sport școlară.

## Transport
Orașul Seini este situat pe DN1C și pe drumul european E58. În Seini, din DN1C se desprinde drumul județean care face legătura cu Negrești-Oaș.
Stația C.F.R. Seini este situată pe magistrala 400 a Căilor Ferate Române, între Baia Mare și Satu Mare.

## Obiective turistice
- Rezervația naturală „Pădurea cu pini Comja” (arie protejată de tip forestier cu o suprafață de 0,5 hectare).
- Cetatea medievală („Dealul Cetății”).
- Obeliscul în memoria lui Erdusy Syilvester Janos (în fața bisericii reformate).
- Sinagoga (construită în anul 1904 și situată pe Strada Cuza Vodă nr. 25).
- Biserica ortodoxă din piatră „Sfinții Arhangheli Mihail și Gavril” (construită în anul 1882, proiectată de Alexiu Berinde și situată pe Strada Băii nr. 1).
- Fosta școală confesională românească (construită în perioada 1860-1865 și situată pe Strada Băii nr. 4).
- Biserica reformată (calvină) (datând din 1796 și aflată pe Strada Libertății nr. 3).
- Școala confesională romano-catolică (datând de la sfârșitul secolului al XVIII-lea și situată pe Str. Unirii nr. 1A).
- Biserica romano-catolică (ridicată în 1421, a suferit transformări ulterioare, situată pe Strada Unirii nr. 3).

## Personalități
- Sylvester János (1504-1551), cărturar și scriitor maghiar, primul traducător al Bibliei în limba maghiară, în onoarea căruia în anul 1902 s-a ridicat un monument.
- Alexiu Berinde (1844-1923), memorandist, preot-protopop, politician și arhitect român, membru al mișcării unioniste.
- În anul 1934 a fost înmormântat la Seini, Szende Pál (1879-1934), ministru de finanțe maghiar.